# Álex López Morón
Álex López Morón (* 28. November 1970 in Barcelona) ist ein ehemaliger spanischer Tennisspieler.

## Karriere
López Morón gewann zweimal die Doppelkonkurrenz beim ATP-Turnier im kroatischen Umag: 2000 mit Albert Portas und 2003 mit Rafael Nadal. Darüber hinaus gelangen ihm auf der ATP Challenger Tour zwei Turniersiege im Einzel sowie weitere 16 im Doppel. Bei Grand-Slam-Turnieren kam er allerdings nie über die zweite Runde im Doppel bzw. die erste Runde im Einzel hinaus. Seine höchste Platzierung im Doppel war Rang 63 am 24. Juli 2000, während er im Einzel am 9. Oktober 1995 knapp den Sprung in die Top 100 schaffte.

## Erfolge
| Legende                       |
| Grand Slam                    |
| Tennis Masters Cup            |
| ATP Masters Series            |
| ATP International Series Gold |
| ATP International Series (2)  |

| Titel nach Belag |
| Hartplatz (0)    |
| Sand (2)         |
| Rasen (0)        |
| Teppich (0)      |

### Doppel

#### Turniersiege
| Nr. | Datum         | Turnier  | Belag | Partner       | Finalgegner               | Ergebnis  |
| --- | ------------- | -------- | ----- | ------------- | ------------------------- | --------- |
| 1.  | 24. Juli 2000 | Umag (1) | Sand  | Albert Portas | Ivan Ljubičić Lovro Zovko | 6:1, 7:62 |
| 2.  | 28. Juli 2003 | Umag (2) | Sand  | Rafael Nadal  | Todd Perry Thomas Shimada | 6:1, 6:3  |